# Saul Martínez
Saul Martínez, honduraski nogometaš, * 29. januar 1976.
Za honduraško reprezentanco je odigral 35 uradnih tekem in dosegel 16 golov.